# 姚濱
姚 濱（よう びん、ラテン文字：Bin Yao、1957年8月15日 - ）は、中国の元男性フィギュアスケート選手(パートナーは欒波)、現在はコーチである。1984年サラエボオリンピックペア中国代表。フィギュアスケートの世界選手権に中国代表として初めて出場した選手でもある。

## 経歴

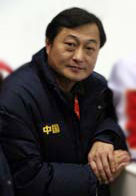
2007年

1957年、ハルビンに生まれる。中国に外部の情報が殆ど入らなかった時代にフィギュアスケートをはじめ1970年から現在では名門となっているハルビンフィギュアスケートチームに所属。当時は動画資料が全く無かったため、姚とパートナーの欒は写真からペアのムーブを推測して技術や振り付けの練習を行った。そのような状況で出場した1980年のドルトムント世界選手権では観客から失笑を買い、順位は最下位の15位となった。姚は1981年、1982年の世界選手権にも出場するがいずれも最下位。1984年のオリンピックでは15位となった。これらの屈辱的な経験が、姚を後に世界的な名コーチにまで押し上げる原動力となる。
1984年限りで現役を引退してコーチとなり、1986年からは中国代表チームのコーチに就任し、指導力を発揮する。特にペア競技においては申雪＆趙宏博組(バンクーバーオリンピック金メダリスト)や龐清＆佟健組(バンクーバーオリンピック銀メダリスト)、張丹＆張昊組(トリノオリンピック銀メダリスト)を初めとする強豪ペアを次々と輩出してきた。
2004年の世界選手権は24年前に屈辱を味わった町、ドルトムントで行われた。この大会で姚が育てた3組のチームは2位、3位、5位に入り、姚はこの年の最優秀コーチにも選ばれた。この時、姚はこう言ったと伝えられている。「努力、経験、実行を積み重ねて、ついに私たちはここまで辿り着いた……かつて私が夢見た場所に。」。
姚の育てたペアは2006年のトリノオリンピックでは銀メダルと銅メダルを、2010年のバンクーバーオリンピックでは金メダルと銀メダルを獲得した。
2012年に彼がメインでコーチングしていた張丹&張昊組の解散と共にコーチ業の第一線からは退いている。張丹の引退発表に際し姚は「(張丹ら教え子達を)我が子のように愛している」と話した。

## 特徴
姚の一門の選手の演技の最大の特徴は、躍動感と力感にあふれる演技である。姚が育てたペアが登場するまでのペア競技は、父と娘のような体格差の男女がパートナーを組んでいることが一般的であり、それが勝つための最善の方策でもあった。しかし、姚の教え子で最初の世界王者となる申雪＆趙宏博組は、ペアの女性としては例外的なまでに大柄な申を、さして大柄な体格でも無い趙が他のどのチームよりも高く、そして遠くに投げてみせた。4回転ツイスト・リフトを世界で初めて成功させたのも姚の教え子である張丹＆張昊組であった。姚の門下生はこうしたアクロバティックな技を極めて美しいフォームでこなし、躍動感や力感に芸術性を極めて高度なレベルで融合させ、旧採点の芸術点や新採点の演技構成点でも高い得点を引き出している。
申雪＆趙宏博組が伊藤みどりをして「ペアの歴史を変えた」(2006年グランプリファイナルTV中継解説にて)と言わしめたように、かつてはソ連・ロシアが圧倒的に強く、ソビエトのペアのように滑る事が高い評価を得るために必要なことであると考えられていたペア競技に全く新しい価値観を創出したという点で、姚の功績は非常に高く評価されている。